# Ломбриаско
Ломбриаско (итал. Lombriasco) — коммуна на севере Италии. Расположена в регионе Пьемонт, в провинции Турин.
Население составляет 1075 человека (2010 г.), плотность населения составляет 149 чел./км². Занимает площадь 7,21 км². Почтовый индекс — 10040. Телефонный код — 011.
Покровителями коммуны почитаются «Все святые» (Ognissanti), празднование 1 ноября.

## Демография
Динамика населения:

## Администрация коммуны
- Официальный сайт: http://www.comune.lombriasco.to.it/